# She's a Rainbow
Singles de The Rolling Stones
In Another Land
(1967) Jumpin' Jack Flash
(1968)
Pistes de Their Satanic Majesties Request
Sing This All Together (See What Happens)
(5) The Lantern
(7)
She's a Rainbow est une chanson des Rolling Stones, parue en 1967 sur l'album Their Satanic Majesties Request. Elle est également sortie en single (uniquement aux États-Unis et en France), avec 2000 Light Years from Home en face B, et a atteint la vingt-cinquième place des charts.

## Histoire

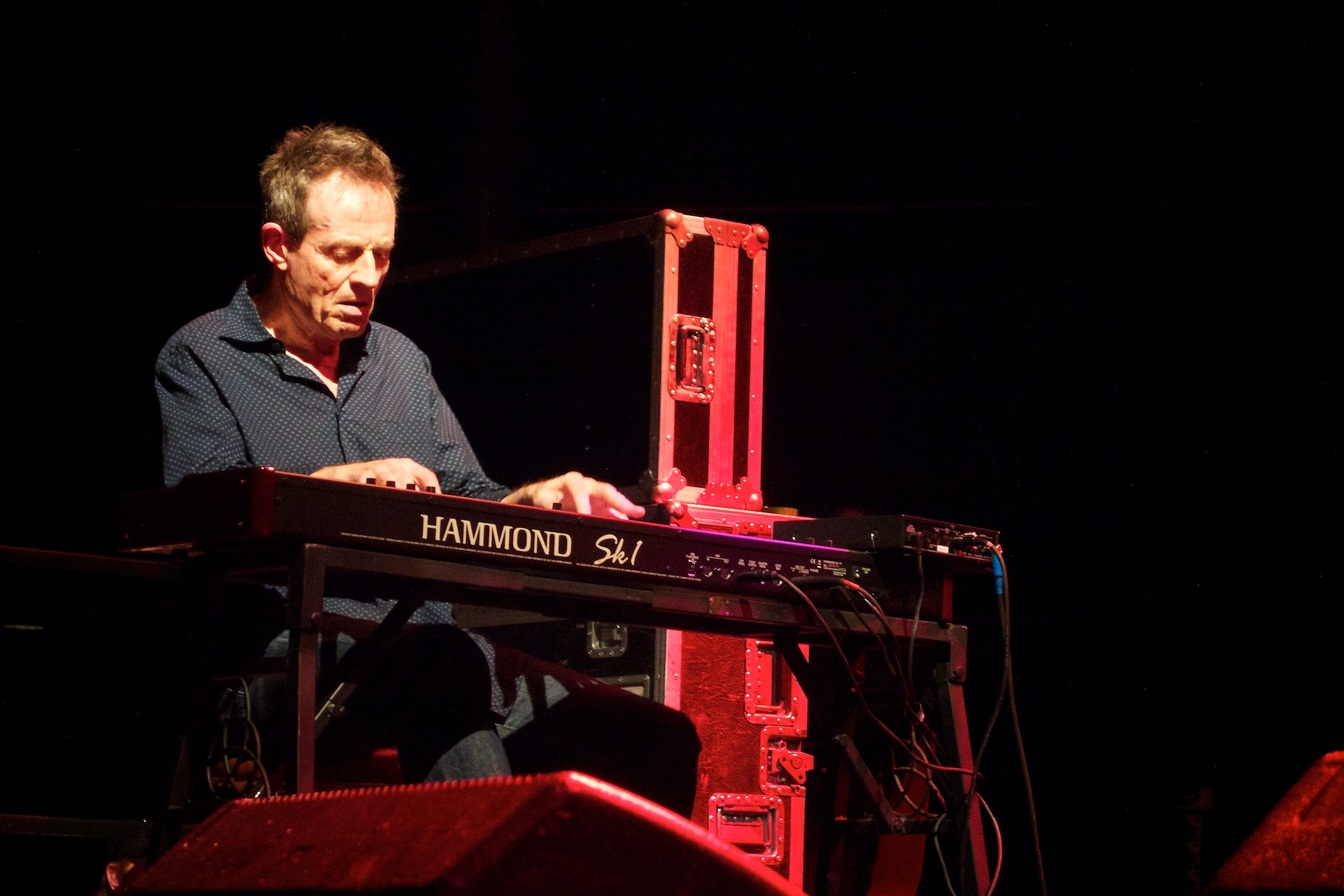
John Paul Jones (ici en 2010), futur bassiste du groupe Led Zeppelin, est présent sur cette chanson aux arrangements cordes.

Les arrangements des instruments à cordes sont dus à John Paul Jones, futur membre de Led Zeppelin. La partie de piano est jouée par Nicky Hopkins, tandis que les parties de Mellotron sont de Brian Jones.
La chanson commence par un annonceur de carnaval criant : 
« Bon, écoutez maintenant très attentivement comment jouer au jeu, je vais vous dire comment le faire.
Maintenant chérie, tout ce que vous devez faire, chérie, c'est quand le coup de sifflet retentit, je veux que vous fassiez une rotation, une seule rotation sur votre balle.
N'importe quel prix, prenez ce que vous aimez. Un gagnant, un prix, le stand de choix. Êtes-vous tous prêtes ? »
La chanson comprend un texte riche, un piano vibrant de Nicky Hopkins et l'utilisation du Mellotron par Brian Jones. Le deuxième couplet comprend :
« L'as-tu vue toute en or,

Comme une reine autrefois ?

Elle tire des couleurs tout autour

comme une fin de coucher de soleil.

As-tu vu une dame plus belle? »
John Paul Jones, futur membre de Led Zeppelin, a arrangé les cordes de cette chanson pendant ses jours de session. Les chœurs ont été fournis par l'ensemble du groupe à l'exception de Charlie Watts. Notamment, toutes les voix sonnent comme des chants de fond doux avec la musique les éclipsant au point que les paroles sont difficiles à entendre. Les paroles du refrain partagent l'expression "elle vient en couleurs" avec la chanson homonyme par Love, sortie en décembre 1966.
La chanson commence avec le piano en mode ascendant, qui revient tout au long de la chanson avec récurrence. Ce motif est développé par le célesta et les cordes. La chanson se termine sur un accord de guitare électrique inhabituel, joué par Brian, cependant il n'est pas entendu dans la version de l'album parce que la chanson disparaît et enchaîne dans la piste suivante. Des dispositifs humoristiques et ambigus sont utilisés, comme lorsque les cordes jouent faux et distordues vers la fin de la chanson, et quand les autres Stones chantent leur "La La's" comme des petits enfants. La chanson est dans la tonalité de si bémol. La course ascendante commence sur C et est en mode Do Dorien : C D Eb F G Bb A.

## Musiciens
- Mick Jagger : chant, percussion
- Keith Richards : guitare, chœurs
- Brian Jones : guitare, trompette, mellotron
- Bill Wyman : basse
- Charlie Watts : batterie
- Nicky Hopkins : piano
- John Paul Jones : arrangements

## Reprises
She's a Rainbow a été reprise pour de nombreuses publicités, notamment pour l'iMac d'Apple pour la série des modèles colorés, de la révision C sortie en 1999 (car rainbow signifie arc-en-ciel), pour Manpower en 2006 et pour les téléviseurs Sony BRAVIA en 2008. Elle a également été reprise pour la publicité de Groupama en 2016 et pour le parfum Joy de Dior en 2018.

## Anecdote
Le titre "Elle apparaît tout en couleurs" ("she comes in colors everywhere") du 7e chapitre de "La Politique de l'Extase", recueil d'articles de Timothy Leary paru l'année suivante (1968) s'inspire du titre des Rolling Stones comme indiquée dans le livre page 177 "Le titre choisi est celui proposé par Rosemary (Leary) en remerciements aux Rolling Stones". (Toutefois, l'article original publié dans Playboy date de septembre 1966 mais il n'y est fait aucune mention de "she comes in colo(u)r" y compris dans le sommaire de la revue,).